# Zigeunerbaron-Quadrille
Zigeunerbaron-Quadrille, op. 422, är en kadrilj av Johann Strauss den yngre. Den framfördes första gången den 28 januari 1886 i slottet Hofburg i Wien.

## Historia
Johann Strauss operett Zigenarbaronen hade premiär på Theater an der Wien den 24 oktober 1885 (kompositörens 60-årsdag). Librettot var inspirerat av Mór Jókais roman Saffi och Strauss musik var en blandning av ungersk passion och wiensk sentimentalitet. Premiären blev en stor succé och kritikern i tidningen Fremdenblatt skrev: "Enorma applåder mötte Herr Strauss och de bröt ut efter varje tema i ouvertyren och efter varje sångnummer... Halva operetten fick tas om på begäran". På sedvanligt manér arrangerade Strauss totalt sex separata orkesterstycken från operettens musiknummer, däribland kadriljen Zigeunerbaron-Quadrille.
Kadriljen spelades första gången av Capelle Strauss under ledning av Johanns broder Eduard Strauss inför en publik på ca 1 200 människor vid en Hovbal i Zeremoniesaal i Hofburg i Wien den 28 januari 1886. Några veckor senare, den 2 mars 1886, framförde Eduard åter stycket med sin orkester vid en bal anordnad av Wiens Författare- och Journalistförening "Concordia" i Sofienbad-Saal. Förutom Johann Strauss kadrilj framfördes även valsen Lustige Märchen av Franz von Suppé, polkan Kabel-Telegramm av Karl Udel, polkan Zur Tagesfrage av Johann Brandl, polkan Frohe Botschaft av Eduard Kremser, valsen Wiener Skizzen av Carl Millöcker och valsen Am Traunsee av Johann Traunwart - den senare en pseudonym för ärkehertig Johann Salvator av Österrike-Toscana. Eduards egna bidrag var polkan Tagesrapport (op. 247).
Johann Strauss kadrilj består av de sedvanliga sex delarna och dessa i sin tur bygger på följande musik från operetten Zigenarbaronen:
- Nr. 1 Pantalon - Akt 2 Werberlied (Nr. 12½): Greve Homonay, "Her die Hand, es muss ja sein"; Akt 1 Ensemble (Nr. 5): Barinkay, "Der Mund Kokett, picant und klein"; Akt 1 Final (Nr. 7): "Dieses Lied es durchzieht das Gemüth sprüht und glüht"

- Nr. 2 Été - Akt 1 Entrée-Couplet (Nr. 2): Barinkay, "Der Löwekriecht vor mir im Sand"; Akt 3 Marsch-Couplet (Nr. 16): Zsupán, "Von des Tajos Strand" (hörs även i polkan Kriegsabenteuer op. 419)

- Nr. 3 Poule - Akt 2 Final (Nr. 13): Barinkay, "Wohlan, Husar will ich sein!"; Akt 2 Terzett (Nr. 9): Saffi och Czipra, "Ei, ei, er lacht"

- Nr. 4 Trénis - Akt 1 Mirabella-Couplet (Nr. 4): Kör, "Ach der Kanonen Donner kracht"; Akt 1 Mirabella-Couplet (Nr. 4): Mirabella, "Kanonen dröhnten ringsherum bum!" (NOT: Dessa två utdrag citeras i omvänd ordning till vad de förekommer i operetten)[a]

- Nr. 5 Pastourelle - Akt 1 Ensemble (Nr. 5): Kör, "Der alten Sitte sind wir treu"; Akt 1 Mirabella-Couplet (Nr. 4): Mirabella, "Just sind es vier und zwanzig Jahre"

- No. 6 Finale - Akt 3 Ingångsmarsch (Nr. 17): Kör, "Hurrah die Schlacht mitgemacht hab'n wir im fernen Land"; Akt 1 Final (Nr. 7): Saffi, "Hier in diesem Land Eure Wiege stand"

## Om kadriljen
Speltiden är ca 5 minuter och 48 sekunder plus minus några sekunder beroende på dirigentens musikaliska tolkning.
Kadriljen var ett av sex verk där Strauss återanvände musik från operetten Zigenarbaronen:
- Brautschau-Polka, Polka, Opus 417
- Schatz-Walzer, Vals, Opus 418
- Kriegsabenteuer, Schnellpolka, Opus 419
- Die Wahrsagerin, Polkamazurka, Opus 420
- Husaren-Polka, Polka, Opus 421
- Zigeunerbaron-Quadrille, Kadrilj, Opus 422

## Weblänkar
- Zigeunerbaron-Quadrille i Naxos-utgåvan.